# Josh Rouse
Josh Rouse est un auteur-compositeur-interprète américain, né en 1972 au Nebraska.

## Biographie
Josh Rouse naît au Nebraska en 1972. Ses parents divorcent durant son enfance. Il passe sa jeunesse entre le Dakota du Nord, l'Arizona, la Californie et la Géorgie. Il prend des leçons de guitare avec son oncle et se met à composer à l'âge de dix-huit ans. Rouse se rend à Nashville et entre à l'université d'État Austin Peay. Il abandonne ses études peu après et travaille comme voiturier au Renaissance Hotel.
Josh Rouse est signé par le label Slow River, une filiale de Rykodisc. Son premier album, Dressed Up Like Nebraska, sort en 1998. L'année suivante, il réalise un EP avec Kurt Wagner du groupe Lambchop. À partir de l'album 1972, sorti en 2003, Rouse collabore avec le réalisateur artistique Brad Jones. Au cours des années 2000, le musicien divorce et part vivre en Espagne. Il s'installe dans la petite ville de El Puerto de Santa María. En 2007, Country Mouse City House est enregistré avec le batteur Marc Pisapia et le bassiste James Haggerty. Le disque est édité sur son label Bedroom Classics. Rouse chante en anglais et en espagnol sur son album El Turista, sorti en 2010. En 2014, l'américain reçoit le prix Goya de la meilleure chanson originale pour Do You Want to Be in Love, qui figure sur la bande originale de la comédie La gran familia española, réalisée par Daniel Sánchez Arévalo.

## Style musical et influences
Josh Rouse est influencé par des compositeurs comme Neil Young et Bob Dylan, ainsi que par le guitariste Johnny Marr.

## Discographie

### Albums
- 1998 : Dressed Up Like Nebraska (Slow River / Rykodisc)
- 2000 : Home (Slow River / Rykodisc)
- 2002 : Under Cold Blue Stars (Slow River / Rykodisc)
- 2003 : 1972 (Slow River / Rykodisc)
- 2005 : Nashville (Slow River / Rykodisc)
- 2006 : Subtítulo (Nettwerk)
- 2007 : Country Mouse City House (Bedroom Classic)
- 2010 : El Turista (Bedroom Classic)
- 2011 : Josh Rouse and the Long Vacations (Bedroom Classic)
- 2013 : The Happiness Waltz
- 2015 : The Embers of Time
- 2018 : Love in the Modern Age
- 2019 : The Holiday Sounds of Josh Rouse
- 2022 : Going Places
- 2025 : Streets of Your Town

### EP
- 1999 : Chester
- 2001 : Bedroom Classics, Vol. 1
- 2005 : Bedroom Classics, Vol. 2
- 2007 : She's Spanish, I'm American
- 2008 : Bedroom Classics, Vol. 3

### Compilations
- 2004 : The Smooth Sounds of Josh Rouse
- 2008 : The Best of the Rykodisc Years